# Purano Jhangajholi
Purano Jhangajholi (en népalais : पुरानो झागाझोली) est un comité de développement villageois du Népal situé dans le district de Sindhuli. Au recensement de 2011, il comptait 4 707 habitants.